# Vathý (Astypalée)
Vathý (grec moderne : Βαθύ) est une localité située dans le dème d'Astypalée, dans le district régional de Kálymnos, dans la périphérie d'Égée-Méridionale, en Grèce.
Selon le recensement de 2021, elle compte 17 habitants.